# Station Portchester
Portchester is een spoorwegstation van National Rail in Fareham in Engeland. Het station is eigendom van Network Rail en wordt beheerd door South Western Railway. Het station is geopend in 1848.